# Pascal De Sutter
Pour les articles homonymes, voir De Sutter.
 (septembre 2012).
Pascal De Sutter, né le 31 mai 1963 à Bruxelles, est un psychologue belge.

## Biographie
Après des études secondaires à Auderghem, il obtient un master en science de la famille et de la sexualité, un master en psychologie et sciences de l’éducation et un doctorat en psychologie à l’université catholique de Louvain. Il est le codirecteur du Certificat en sexologie clinique et professeur à la faculté de psychologie de l’Université catholique de Louvain. En 2017, il co-anime l'émission Mariés au premier regard avec des candidats belges diffusé sur RTL TVI et M6. Il co-anime également l'émission Mariés au premier regard avec des candidats français, diffusé sur M6 et RTL TVI,.

## Publications
- Avec V. Doyen, Erection. Roman sexo-informatif, Odile Jacob, 2018
- Avec Julie du Chemin, Dieu aime le sexe, Boite à Pandore, 2018
- Avec Julie du Chemin, Les douze lois universelles du bonheur amoureux et sexuel, Robert Laffont, 2017
- Avec V. Doyen, Désir. Roman sexo-informatif, Odile Jacob, 2014
- Avec C. Solano, La mécanique sexuelle des hommes, Robert Laffont : 
  - Tome 1 : l'éjaculation, 2010
  - Tome 2 : l'érection, 2012
- Avec H.Risser, Dans la tête des candidats, Les Arènes
- La sexualité des gens heureux, Les Arènes, 2011
- Ces fous qui nous gouvernent, Les Arènes, 2007
- Avec F. Carr, Confidential File 101, Anglehart Press, New York, 2000
- (coll.) L'addiction sexuelle: une souffrance méconnue, Le Cavalier bleu
- « Différences des sexes et vie sexuelles d’aujourd’hui», in S. Heenen-Wolff & F. Vandendorpe (dir.), Academia-Bruylant, Louvain-La-Neuve, 2010
- (coll.) Les nouveaux psys. Ce que l'on sait aujourd'hui de l'esprit humain, Les Arènes, 2010